# Giovannino de' Grassi

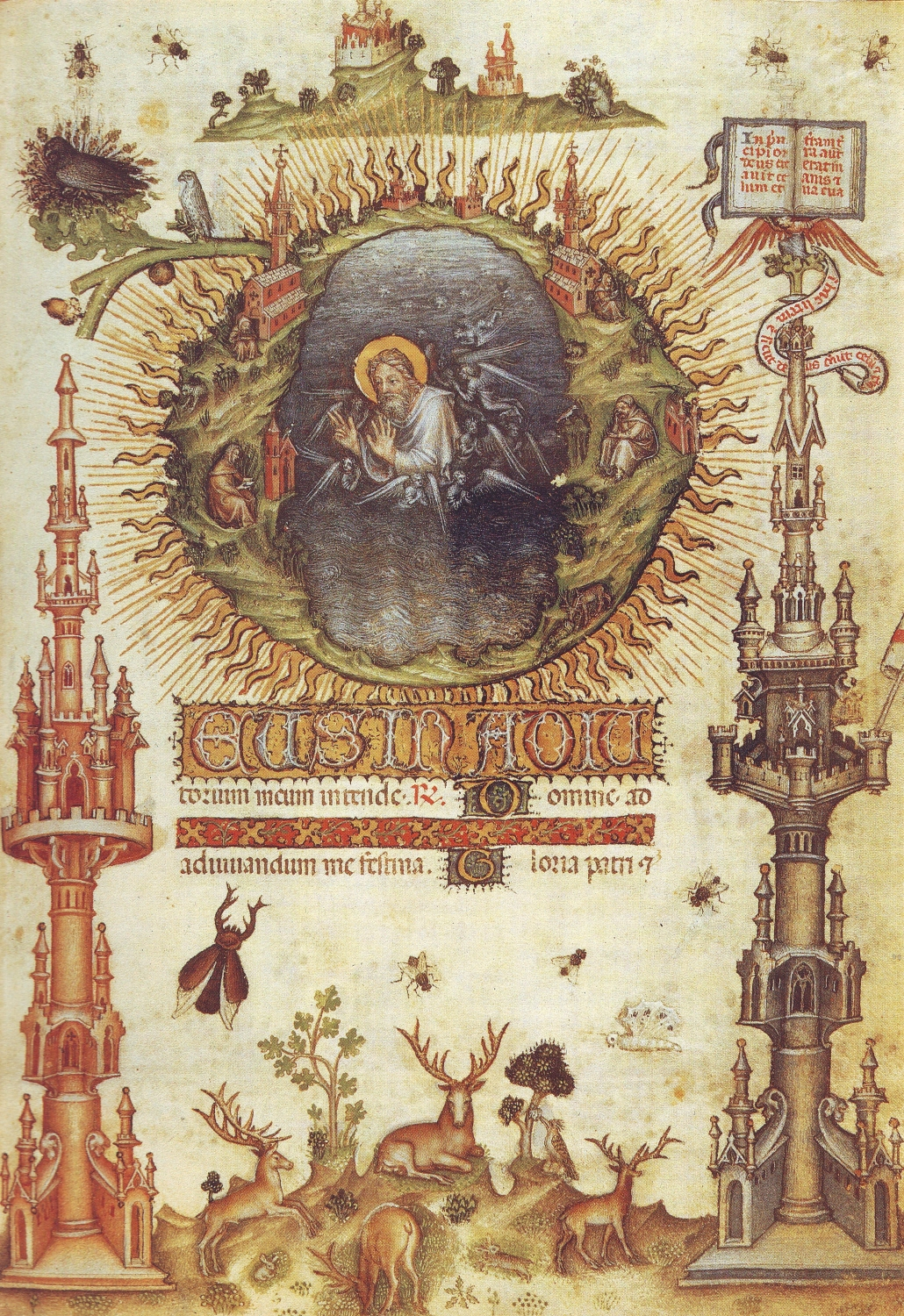
Offiziolo - L'eterno e gli eremiti

Giovannino de' Grassi (Milano, 1350 circa – 6 luglio 1398) è stato un pittore, scultore, architetto e miniatore italiano.

## Biografia
L'anno di nascita non è certo e le scarse informazioni riguardanti la sua carriera sono recuperabili negli annali della fabbrica del duomo di Milano presso cui dal 1391 lavorò come scultore e architetto, mettendosi in evidenza sia con il rilievo intitolato La Samaritana al pozzo sia con progettazione di capitelli, pinnacoli, falconature e intagli marmorei per i finestroni del duomo.
Oltre alle attività di scultore e architetto, svolse proficuamente anche quelle di pittore, disegnatore e miniaturista, che lo resero ancora più noto.
Dal 1370 illustrò circa 50 fogli dell'Offiziolo di Gian Galeazzo Visconti con scene di paesaggi fiabeschi e immagini naturalistiche, l'opera, originariamente conservata nella Biblioteca Visconteo Sforzesca, è attualmente custodita alla Biblioteca Nazionale di Firenze.
In particolar modo le sue miniature, caratterizzate da uno spirito acuto di indagine dei temi risolti con una dose di realismo, e da una libera invenzione di forme eleganti, indicano in De' Grassi uno dei precursori del gotico internazionale.
Anche nel suo Taccuino dei disegni, custodito presso la Biblioteca civica Angelo Mai di Bergamo, che è considerato esempio importante di arte tardo gotica italiana, dominano scene di attività quotidiane, animali e immagini della natura. Realizzato verso la fine del XIV secolo presso la corte Viscontea comprende 77 disegni e 24 lettere miniate dell'alfabeto e viene considerato anticipatore dei lavori di Fabriano, del Pisanello e dei maestri franco-fiamminghi.
Tra le altre miniature importanti, a lui vengono attribuite la pregevole Historia Plantarum (Biblioteca Casanatense, Roma) ed il Beroldo.
La sua attività di pittore non è definita in modo certo, ma in qualunque caso i critici d'arte gli assegnano, tra gli altri, l'affresco dell'Assunta in S.Marco a Milano, le Storie di S.Caterina nella ex chiesa di S.Lorenzo a Piacenza, la decorazione con figure di animali e la figura della Vergine nella Rocchetta dei Mantegazza a Campomorto, due figure femminili affrescate nel castello di Pavia e ciò che rimane del ciclo dipinto nella cappella Rossi della chiesa di San Francesco a Pavia.